# 印度—尼日利亞關係
印度－尼日利亞關係，是指印度共和國和奈及利亞聯邦共和國之間的雙邊關係。近年兩國之間的經貿關係日漸緊密：例如尼日利亞的石油資源豐富，印度近年已經取代美國，成為尼日利亞最大的原油出口國，又計劃在尼日利亞設立煉油廠。

## 背景
印度和尼日利亞皆曾是大英帝國的殖民地。印度一向支持尼日利亞擺脫殖民統治；印度於后者正式獨立的兩年前的1958年，便在尼日利亞设有外交代表機構。兩國同樣擁有多樣的自然和經濟資源，是各自的區域最大的經濟體。兩者均是英聯邦國家、七十七国集团和不結盟運動的成員。

## 商貿關係
尼日利亞在1998-99年恢復民主後，兩國之間的經貿關係日漸緊密，雙邊貿易總額由當時的約3億美元攀升至2005-06年的約9億美元。截至2007年，兩國之間的非石油雙邊貿易總額估計為六十至八十億美元。於2006年四月至九月期間，尼日利亞到印度的出口總額為四十億美元，印度到尼日利亞的出口總額則為8.75億美元。印度企業在尼日利亞的製造業、醫藥、塑料業、鋼鐵工業、工程、信息技術和通訊等範疇巨額地投資；尼日利亞亦鼓勵印度企業積極地在尼日利亞投資及開採煤礦、金礦、鐵礦等礦產資源。
尼日利亞是印度在非洲最大的原油進口國，平均每天有40萬桶由尼日利亞出口至印度，總值100億美元。

## 歧視問題
現時，有約50,000名尼日利亞人居住在印度，也有約35,000名印度人居尼日利亞。在2013年，印度果阿邦的藝術和文化部長Dayanand Mandrekar稱尼日利亞人為“癌症”，並指他們不利於旅遊業，雖然他最後收回此說法並道歉，但果阿邦首席部長Manohar Parrikar隨後下令警方驅逐尼日利亞人。。